# Α-アガラーゼ
α-アガラーゼ(alpha-agarase、EC 3.2.1.158)は、アガロースの(1->3)-α-L-ガラクトシド結合をエンド型で加水分解し、主生成物としてアガロテトラオースを切り出す酵素である。この酵素は、Ca2+を必要とする。
系統名は、アガロース 3-グリカノヒドロラーゼ(agarose 3-glycanohydrolase)である。